# Gao Yulan
Gao Yulan (en chinois : 高玉兰), née le 3 octobre 1982 à Ruichang, Jiujiang, Jiangxi, est une rameuse chinoise.

## Biographie
Elle remporte la médaille d'argent en deux de couple féminin aux Jeux olympiques d'été de 2008. Sa partenaire de course est Wu You.
Aux Jeux olympiques d'été de 2012, elle et sa partenaire Zhang Yage ne se qualifient pas pour la finale.

## Palmarès
- Coupe du monde 2008 Lucerne – 1er W2-